# يشار كمال
يشار كمال (بالتركية: Yaşar Kemal)‏ 
كمال صادق جوكجلى  (جوكجلى: من اللون الأزرق السماوى) وهو عثمانى كردى، روائى وكاتب سيناريو وقصص قصيرة، مواليد عام 1923، هو واحد من الكتاب الرواد في الأدب التركى. أول كتاب قصة ألفه هو في الأصفر الساخن. وقد نشر رواية محمد النحيل في الجمهورية فكانت بمثابة رواية الطفل الأولى. رواية محمد النحيل ترجمت إلى ما يقرب من أربعين لغة وقد نشر وطبع أكثر من أربعين ألفا من كتبه. يشار كمال الذي استفاد كثيرا من أساطيره وحكاياته التي كتبها في الأناضول. وهو واحد من أعضاء جمعية كتاب بن.وهو أول كاتب كردى تركى رشح ل جائزة نوبل في الأدب.

## طفولته
يشار كمال هو ابن المزارع صادق أفندى ونيجار هانم. أتى إلى الدنيا وهو من عائلة تعيش في قرية أربيس (أونسلى حاليا) التابعة لمركز مرادية القريبة من بحيرة وان وعلى طريق وان آرجيش. ووفقا لأفكاره فإنه كان طفلا من عائلة كردية واحدة في قرية تركمان. يشار كمال الذي ولد ونشأ في قرية وبيت كردى إلا أنه تحدث اللغة التركية بطلاقه. وانتقلت عائلته إلى قرية هميته (جوكجدام حاليا) التابعة لأضنه العثمانية بسبب الحرب العالمية الأولى. وهو في عمر الخامسة شهد مقتل والده في الجامع. وفي فترة الثانوية عمل في وظائف مختلفة. في عام 1941 عمل ككاتب وفلاح أجير في مزرعة لزراعة قطن أبناء قوزوجو. وفي عام 1942 عمل كموظف في مكتبة أبناء رمضان في مركز أضنة. وعمل كرئيس أيضا في وقاية النباتات ثم بعد ذلك عمل كوكيل معلم في قرية حديقة قاديرلى ما بين عامى 1941 و1942. وعمل في حقول القطن وكفلاح أجير في مزارع سمكية وكسائق للجرار في بعض الأحيان وعمل كمشرف في حقول الأرز.

## حياته الفنية
قبل أن يبدأ الدراسة الابتدائية شرع في تدوين الأعمال الفنية في بداية عام 1978. وأوضح ما جال بخاطره وتعرفه بالشعراء الشعبيين كبار السن عندما بدأ دراسته وبادر بأعمال الشعر. وبينما كان في آخر صف من دراستة الابتدائية تعرف بصديقه المحبوب أحمد وكان يعزف على آلة موسيقية ببراعة بينما كان يشار كمال يعزف على ألته الموسيقية بردائه وكان السبب في ذلك هو والدته. فبسبب هذا أدخل على اللغة بهذه الكلمات: (لدى أسبابى لعدم إستطاعتى العزف جيدا على آلتى الموسيقية، فأنا سوف أصبح عاشقا لأمى وسأتجول أيضا بين الديار، قال لآلته الموسيقية قد أصبحتى عدوه لعشقى هذا فقد كنت طفلها الوحيد حيث أن عينيها لم تفارقنى يوما. وفي المدرسة تعرفت بصديقى المحب ماجد وزادت معرفتى به في الأعياد والحفلات وأتذكر الآن جيدا مدى معرفتى الواسعة بصديقى ماجد وإلتقائى به صباحا ومساء في مقهى في قاديرلى). وبعد أن ترك المدرسة الثانوية بدأ في تجميع المأثورات الشعبية. والرثاء هو أول كتاب يحتوى على الرثاء الذي جمعه من التوروس مع جوكوروقا وقد نشر في جميع أنحاء أضنة في عام 1943. وقد نشر له أول قصة في عام 1944 ولكنها كانت قصة سيئة للغاية. وكتب خلال خدمته العسكرية في قيصرى. ونشرت قصص له بعنوان صاحب المتجر والطفل في عام 1950. وقد كتب ونشر كتب متنوعه باسم كمال صادق كوغجلى وبدأ باستخدام اسم يشار كمال عندما إنضم إلى جريدة الجمهورية. قصة في الأصفر الساخن كان تسلل لأول كتاب من القصص القصيرة التي نشرت في عام 1952. وقد كتب أيضا قصص قصيرة بعنوان الطفل. وكتب محمد النحيل في عام 1947 ولكنه تركها في نصفها وأنتهى منها في عام1953. وأوضح فيما قد قيل في حادثة ابن عمه وتعرضه للضرب في الجبال بسبب قطاع الطرق واللصوص في كتابة رواية عن هذا في عام 1987. وأيضا فيما قد قيل عن طفولته التي قضاها مع اللصوص وقطاع الطريق في عام 1936 حيث أن خاله هو واحدا من قطاع الطريق الكبار ويعيش بين ما يقرب من خمسمائة لص وهو واحد أيضا من تلك المنظمات الأولى في حرب الاستقلال وهو رمزى بيه وقيل أنه من عائلة أبناء كراموفتو الشهيرة. رمزى بيه هذا الذي شرح لنفسه أول حكاية محمد النحيل وأوقع حكاية جكير ديكانى وصنع لنفسه فلسفة خاصه باللصوص فقط وشرحها ليشار كمال. قصة الطفل هو أول عمل نشر في دنيا يشار كمال وترجمت من قبل إلى اللغة الفرنسية ثم بعد ذلك ترجمت إلى لغات آخرى مثل اللغة الإنجليزية واللغة الإيطالية واللغة الروسية واللغة الرمانية.

## حياته السياسية
منذ سبعة عشر عاما وهو بداخل السياسات الاشتراكية. وفي عام 1962 أنضم إلى حزب العمال في تركيا والتي تأسس بعد إعلان الدستور في عام 1961. كمال هو واحد من المديرين والذي عمل لمدة ثمانى سنوات في هذا المجال. والذي كان يرغب في الانتقال من أعمال الإدراة إلى الطبقة العاملة. وكان قد أوضح الحاجة إلى حزب ماركسست في تركيا والذي قد تحدث عنه في عام1987. وقد طرح سؤالا في نفس المقابلة بخصوص (النموذج وكيفية التقرب اليه؟) وقد أعطى هذا الجواب: كل دولة تؤسس لنفسها نموذج مشترك فلا يمكننا أن نقبل تاريخ حياة النموذج السوفياتى منذ سبعين عاما وإن اشتراكية الاستقلال كانت مئة بالمئة من حيث استقلال الشخص واستقلال الدولة واستقلال السياسة واستقلال الاقتصاد وخاصة الاستقلال الثقافى فإن الاشتراكية لا يوجد لها معنى آخر بالنسبة لى ولا يوجد ثقافات الا وقد تم تغذية بعضها من البعض حتى عصرنا هذا ومع ذلك فقد استخدمت الثقافة عمدا من أجل تدمير الثقافات من قبل الإمبرياليين وبالنسبة لى فإن العالم هو عبارة عن حديقة ثقافية تتكون من ألف زهرة وأنى أفقد العد الأعظم من أجل العالم إذا لم تكن هناك حتى زهرة واحدة في البستان. وانفصاله عن الكتابة في هذا المجال قد تسبب في خسارته لطبيعة الحزب لينتقل بعد ذلك إلى أيدى البيروقراطين ويتصل بهم وينتزع من العمال. وإن انهيار الاتحاد السوفيتى ليس هو انهيار الاشتراكية على العكس من ذلك فإن العالم هو انتصار الاشتراكية فقد أعرب عن كل هذا في مقابلة التي كانت عام 1993.

## الموضوعات
إذا كان الشعب قد ظلم، وإذا كان، وإذا كان الشعب قد سحقوا، وإذا كان، وهم من يستغلون، وإذا استغلوا، وهل هذه إقطاعية، وهل هذه بورجوازية، فإن لدى أعمالى الفنية فإذا مرت لمواجهة سعادة الناس فقد كنت واجهتها بجميع حياتى، وإذا لم تستطيع العظام ان تنفصل عن اللحم ولكنى أريد أن تنفصل أعمالى عن الشعب فانا لا أؤمن بأن الفن قد انقطع عن الشعب في هذا العصر. وأصبح حاكما عندما فكر يشار كمال في الدراسات الأدبية وإظهارها للشعب. وعلى هذا قد أخرجه موحدا بفكره السياسى في هذا المجال. حاول عدم انتزاع القيم الإنسانية كما هو الحال في ملحمة العمل الفنى في الشعر الشعبى. وقد أعرب يشار كمال وأحضر إلى اللغة مصالح البروليتاريا في التخلص من الفن والذي كان يعتقد أن الناس والطبيعة غير متوازيون مع فن الرأى السياسى.

## أعماله

### القصص
- الأصفر الساخن، الأصول 1952.
- جميع الحكايات، جمع 1975.

### الروايات
- محمد النحيل، المجلد الأول 1955.
- الصفيحة، الأصول 1955.
- مركز الدعامة، رمزى 1960.
- حديد الأرض ونحاس السماء، الثقة 1963.
- العشب لا يموت، القسم 1968.
- محمد النحيل، المجلد الثانى 1969.
- جناية سوق الحدادين، جمع 1974.
- ماذا لو قتلوا الثعبان، جمع 1976.
- الطيور أيضا قد ذهبت (قصة طويلة)، الوطنية 1978.
- استياء البحر، الوطنية 1978.
- طيور ممطرة، لا أحد هنا الأولى، طوروس 1980.
- شجرة الرمان التي في هيويوك، طوروس 1982.
- محمد النحيل، المجلد الثالث 1984.
- بوابة القلعة، لا أحد هنا الثانية، طوروس 1985.
- محمد النحيل، المجلد الرابع 1987.
- صوت الدم، لا أحد هنا الثالثة، طوروس 1991.
- انظر اليك فرصة تدفق المياه والدم، حكاية جزيرة الأولى، الرجل 1997.
- النمل داخل المياه، حكاية جزيرة الثانية، الرجل 2002.
- ديك مطلع الشمس، حكاية جزيرة الثالثة، الرجل 2002.
- البحر العارى والجزيرة العارية، حكاية جزيرة الرابعة 2012.
- الطيور المجنحة 2013.

### روايات أطفال
- النملة العرجاء ذو اللحية الحمراء مع الفيل السلطان، جمع 1977.

### ترجمة
- مجوهرات من ضوء القمر، مع فيداليا وثيلدا كمال، الرجل 1977.

### مقابلة
- 50 يوما في غابة محرقة، جمعية الغابات التركية 1955.
- جوكوروفا بجانب بعضها، ياديتبه 1955.
- الركام الترابى، الأصول 1957.
- كليا من هذا الوطن، جمع 1971.
- سحابة تغلى، جمع 1974.
- جنود الله، الوطنية 1978.
- 60 عاما في كتابة مقابلة 2011.
- الأطفال هم بشر 2013.

### التجارب والتدوين
- الرثاء، أضنة: مركز الجالية 1943.
- في أحسن الأحوال، أتاكاما 1961.
- الملح الذي في العسل (مقالات صحفية 1959-1974)، جمع 1974.
- بقى وجه السماء الزرقاء (مختارات من الأدب الشعبى، مع ايوبوغلو).
- تعفن الشجر: مقالات_خطب (كما يقول: ألباى كباجالى)، الوطنية 1980.
- 10 نوحات غير منشورة، فن الأناضول 1985.
- محتويات الدفتر الأصفر: تجميعات الفولكور (جائزة ألباى كاباجالى) 1997.
- النحل هو الصانع، جان 1995.
- الاضطهاد أنت فن، جان 1995.
- حديقة كثيرة الزهور 2009.

## الجوائز
- 1955 جائزة تميز جمعية الصحفيين (مع تسلسل مقابلة تسمى: سبعة أيام في أكبر مزرعة في العالم).
- 1956 جائزة رواية الأصول (مع محمد النحيل).
- 1966 جائزة إلهان إسكندر (مع لعبة توافق بنفس الاسم من الصفيحة).
- 1966 الجائزة الأولى لمهرجان المسرح الدولى (مع لعبة الجدول الطويل الذي وضع لمشهد يلماز اوناى، وتوافقه مع مشهد نهادالآسيوى من رواية حديد الأرض ونحاس السماء، جائزة تركيا وتشاركت معها البرازيل).[25]
- 1974 جائزة رواية الحقير (مع جناية سوق الحدادين).
- 1977 جائزة أفضل رواية أجنبية لإتحاد النقاد الفرنسيين (مع حديد الأرض ونحاس السماء).
- 1978 جائزة أفضل كتاب أجنبى في فرنسا.
- 1979 جائزة أفضل كتاب لهيئة تحكيم كبرى في فرنسا.
- 1982 جائزة سينو ديل دوكا الدولية.
- 1984 جائزة الشرف الفرنسية برتبة قائد.
- 1984 جائزة شعبية معرض الكتاب.
- 1985 جائزة أدبية لمؤسسة سيدات سيمافى.
- 1986 جائزة رواية اورهان كمال.
- 1988 جائزة شعبية معرض الكتاب.
- 1988 وسام الفنون والأداب بدرجة قائد في وزارة الثقافة الفرنسية.
- 1991 دكتوراه الفخر لجامعة ستراسبورغ الفرنسية.
- 1992 كاتب الفخر لمعرض الكتاب 11.
- 1992 دكتوراه الفخر لجامعة البحر الأبيض المتوسط أنطاليا.
- 1993 جائزة كبرى لوزارة الثقافة.
- 1994 جائزة رابطة خريجى رشدى كوراى.
- 1995 جائزة جريدة يولاندس بوستن الدنمارك.
- 1996 جائزة حرية التعبير لإتحاد الناشرين تركيا.[26]
- 1996 جائزة الكتاب الأجنبى للبحر الأبيض المتوسط مع صوت الدم (بربينيان، فرنسا).
- 1996 جائزة كاتالونيا السادسة الدولية (برشلونة، إسبانيا).
- 1996 جائزة الشجاعة ضد الطباعة ليليان هيلمان وهاميت داشيل، ومنظمة حقوق الإنسان ورصد الانتهاكات.
- 1997 جائزة حرية الكلام وفكر مؤسسة كينا (أوبسالا، السويد).
- 1997 جائزة رابطة الكتاب النرويجية، وتتقاسمها مع وول سوينكا.
- 1997 جائزة رابطة الناشرين الألمانيين ومعرض فرانكفورت للكتاب.
- 1998 الدكتوراه الفخرية جامعة فرى برلين.
- 1998 جائزة الأداب الأجنبية لإتحاد الناشرين بوردو.
- 2002 الدكتوراه الفخرية جامعة بلكنت.
- 2003 جائزة الشعر هوميروس.
- 2003 جائزة سافانوس (سالونيك).
- 2003 جائزة نشر الأعمال اتحاد الناشرين تركيا.
- 2008 جائزة الفن الكبرى والثقافة الرئاسية.
- 2009 الدكتوراه الفخرية جامعة كوكوروفا.
- 2011 وسام الشرف.
- 2013 وسام كريكور ناريجتسى.